# 新橋みどり
新橋 みどり（しんばし みどり、1917年（大正6年）10月 - 1942年（昭和17年）3月?）は戦前に活躍した芸者歌手。

## 経歴
1917(大正6年)10月、京都府で生まれる。本名、染井緑。
1935年（昭和10年）タイヘイレコードから歌手デビュー。「泣かせてネ」がヒット。1936年（昭和11年）キングレコードに移籍。翌年、林伊佐緒と吹き込んだ「若しも月給が上がったら」が大ヒット。
他にも「曠野の夕陽」（1938年（昭和13年））、「若い兵隊さん」（1938年（昭和13年））、「僕の考へ聞いとくれ」（1940年（昭和15年））共唱：林伊佐緒、等のヒット曲がある。
1941年(昭和16年)に発売した「泰の娘」も流行したが、1942年（昭和17年）3月、病気により死去したとされる。